# Jani Hurme
Jani Petteri Hurme (* 7. Januar 1975 in Turku) ist ein finnischer Eishockeytorwart, der zuletzt bei Ilves Tampere in der SM-liiga unter Vertrag stand.

## Karriere

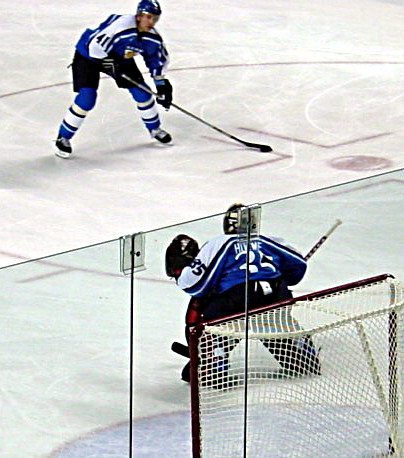
Jani Hurme (vorn) und Antti Aalto bei den Olympischen Winterspielen 2002

Jani Hurme begann seine Karriere als Eishockeyspieler in seiner Heimatstadt in der Nachwuchsabteilung von TPS Turku, mit dessen U20-Junioren er in der entsprechenden Altersklasse 1993 Meister wurde. In den folgenden Jahren konnte sich der Torwart in der Profimannschaft von TPS durchsetzen und wurde mit seinem Team 1994 und 1997 jeweils Vizemeister und gewann auf europäischer Ebene in der Saison 1996/97 mit TPS die European Hockey League, bei deren Finalturnier er besonders überzeugen konnte und in dessen All-Star-Team er gewählt wurde. Auch persönlich wurde der Finne, der von 1993 bis 1996 parallel in der zweitklassigen I divisioona Spielpraxis sammelte, in seiner Zeit bei TPS mehrfach ausgezeichnet. In der Saison 1995/96 erhielt er die Auszeichnung als bester Rookie der SM-liiga (Jarmo Wasaman muistopalkinto) und im folgenden Jahr sowohl die Lasse-Oksanen-Trophäe als bester Spieler der Hauptrunde, sowie die Urpo-Ylönen-Trophäe als bester Torwart.
Im NHL Entry Draft 1997 wurde Hurme in der dritten Runde als insgesamt 58. Spieler von den Ottawa Senators ausgewählt, kam in den folgenden beiden Jahren jedoch zunächst ausschließlich in der International Hockey League für die Detroit Vipers, Indianapolis Ice und Cincinnati Cyclones auf dem Eis. Zwar gab er in der Saison 1999/2000 sein Debüt in der National Hockey League für Ottawa, kam jedoch nur zu einem einzigen Einsatz und verbrachte die gesamte restliche Spielzeit bei deren IHL-Farmteam Grand Rapids Griffins. Auch dort konnte er überzeugen und wurde in das All-Star Team berufen. Von 2000 bis 2003 kam der Finne zwar regelmäßig in der NHL zum Einsatz – zunächst weiterhin für Ottawa und in der Saison 2002/03 für die Florida Panthers – lief jedoch nie in mehr als einem Drittel der Spiele auf. Am 3. Oktober 2003 wurde er gegen ein Viertrunden-Wahlrecht für den NHL Entry Draft 2004 an die Atlanta Thrashers abgegeben, absolvierte verletzungs- und krankheitsbedingt in den folgenden beiden Jahren jedoch kein einziges Eishockeypflichtspiel mehr.
In der Saison 2005/06 kehrte Hurme aufs Eis zurück und spielte für die Chicago Wolves und Portland Pirates in der American Hockey League sowie die Columbia Inferno in der ECHL. Zur folgenden Spielzeit erhielt der Olympiateilnehmer von 2002 einen Vertrag bei seinem Heimatverein TPS Turku, bei dem er auf Anhieb an seine alte Form anknüpfen konnte und sowohl in der Hauptrunde, als auch in den Playoffs eine Fangquote von über 91 Prozent aufwies. Im Sommer 2007 schloss sich der Finne dem schwedischen Zweitligisten Malmö Redhawks aus der HockeyAllsvenskan an. Diesen verließ er nach zweieinhalb Jahren und wurde im Laufe der Saison 2009/10 vom finnischen SM-liiga-Klub Ilves Tampere verpflichtet.

### International
Für Finnland nahm Hurme an den Weltmeisterschaften 1997 und 2003 sowie an den Olympischen Winterspielen 2002 in Salt Lake City teil. Des Weiteren stand er 2007 im Aufgebot seines Landes bei der Euro Hockey Tour.

## Erfolge und Auszeichnungen
| - 1993 Finnischer Junioren-Vizemeister mit TPS Turku - 1994 Finnischer Vizemeister mit TPS Turku - 1996 Jarmo Wasaman muistopalkinto - 1996 SM-liiga-Spieler des Monats September - 1997 European-Hockey-League-Gewinn mit TPS Turku - 1997 All-Star-Team der European Hockey League | - 1997 Finnischer Vizemeister mit TPS Turku - 1997 SM-liiga All-Star-Team - 1997 Lasse-Oksanen-Trophäe - 1997 Urpo-Ylönen-Trophäe - 2000 IHL Second All-Star Team - 2006 SM-liiga-Spieler des Monats November |